# Bonnierhuset, Sveavägen
För andra betydelser, se Bonnierhuset.
Bonnierhuset (tidigare Reinholdska huset) är en byggnadsminnesmärkt byggnad i kvarteret Moraset på Sveavägen i Stockholm.
Byggnaden uppfördes 1882–1884 för konditorn August Reinhold, efter ritningar av arkitekt Fredrik Olaus Lindström. År 1921 inköptes huset av Bonniers förlag. Fastighetsbeteckningen är Moraset 22.